# 前田有紀
前田有紀（1981年1月17日—），前日本朝日電視台主播，兼負責節目主持的工作。2013年3月，她从朝日电视台離職前往英國倫敦留學。

## 人物
- 神奈川縣橫濱市出身，血型B型，暱稱、等。
- 姊姊是東京電視台記者前田有花。
- 同期入社的主播有：大木優紀、市川寬子、川松真一朗。
- 田園調布雙葉高等學校、慶應義塾大學總合政策學部畢業，2003年加入朝日電視台。
- 入社六天後立即進入足球節目全體FC~日本足球應援宣言~（日语：やべっちFC〜日本サッカー応援宣言〜）。
- 朝日電視台主播部門的首頁，有播報員的動畫「激攝!下一個主播」，是由她和大木優紀、松尾由美子所統籌製作（未必每次出現）。
- 灌籃高手的大粉絲，曾在毒舌糾察隊中「灌籃高手藝人」單元出演。據本人透露，進入朝日電視台的其中一個原因就是朝日電視台播出灌籃高手動畫版，所以也僅參加朝日的測驗。
- 大學時期，是NPB養樂多燕子的球迷。[2]
- 特好吃，常常把談論話題轉到食物去。

## 目前參與節目
- 全體FC~日本足球應援宣言~（日语：やべっちFC〜日本サッカー応援宣言〜） （助理主持人，2003年4月 -）
- 超級J頻道 （星期五特集3「流言驗證人」，2010年10月 -）
- （朝日電視台，2007年6月 -）
- 超越問答 奇蹟9（日语：くりぃむクイズ ミラクル9） （進行，2012年1月 -）
- （主持人，不定期節目）

### 不定期參與節目
- （讀書壓力、回答者）
- 毒舌糾察隊
- 男女糾察隊
- ANN新聞 （星期日 20:54～）
- News Access （BS朝日）

## 過去參與節目

### 過去主持節目
- 代班大木優紀 （不定期）
- 晨間新聞!!圍觀（日语：朝いち!!やじうま） / ANN新聞 （星期四、星期五）
- 獲得現在（日语：いま得!） （星期一到星期五，2005年7月 - 2006年3月）
- 續加人群（日语：やじうまプラス） （星期六天氣預報2003年10月 - 2006年10月，星期四第一部主持人2007年9月 - 2007年12月）
- 、 （2006年4月 - 2008年9月）
- （2008年1月 - 2009年2月）
- LEADER'S HOW TO BOOK 城島茂現場（日语：LEADER'S HOW TO BOOK ジョーシマサイト） （2008年4月 - 2009年9月）
- （回答者，2009年10月3日 0:50～1:45）
- 清潔 （臨時節目）
- （2008年9月29日播出的特集中，以「袋棍球達人」身分出演）
- 錢形金太郎（日语：銭形金太郎） （2005年6月 - 2007年12月，2011年9月特別篇）
- 城島茂的週末導航（日语：城島茂の週末ナビ ココイコ!） （主持人，2011年10月 - 2012年3月）

### 過去出演節目

#### 大學時期
- 「筋肉精銳」【運動女主角的塗鴉】（TBS電視台，2000年5月24日播出）

#### 朝日電視台時期
- - 「天婦羅」 （2004年4月8日）
  - 「高樓住宅大廈」 （2004年6月24日）
- 白金倫敦靴子（日语：ぷらちなロンドンブーツ） 「傻瓜之牆」 （2004年6月24日）
- - 「的動物圖鑑」 （2005年5月14日） 進行助理
  - 「堂本光一的試聽者限定TV 你不能不看!」 （2005年5月28日） 進行助理
- （2006年1月8日）
- 堂本剛真的好辛苦 「Shindoi Walker麻布十番篇」 （2007年1月10日）
- 愛的圍裙（日语：愛のエプロン） （多回出演）
- 祝!VOICE6公演決定!女子主播現場訪談SP （與大學前輩河野明子共同出演）
- easy sports（日语：easy sports） （2009年2月3日，在六本木新城地區附近[3]）

### 出演電視劇
- 現場轉播停不了!（日语：生放送はとまらない!） （2003年10月10日） - 飾Music Station助理主持人
- 時效警察 （2006年）
- 富豪刑事 （2006年） - 飾新聞節目主播
- 假面騎士DECADE （2009年） - 飾播報員
- 名偵探的守則 （2009年5月22日） - 飾播報員
- 薔薇色聖戰 （2011年10月2日） - 飾前田有紀(本人)

## 外部連結
- 前田有紀プロフィール(テレビ朝日)
- やじうまプラスの出演者プロフィール
- 4羽のひよこ （页面存档备份，存于）